# Hoitovirhe
Hoitovirhe (in finlandese Errore chirurgico) è il primo album in studio dei Turmion Kätilöt. L'album contiene undici canzoni da cui sono stati estratti due singoli: Teurastaja e Verta ja lihaa. Di quest'ultimo è stato girato un video. Tutti i testi sono in finlandese.

## Tracce
1. Teurastaja (Il Macellaio) – 3:04
2. Lepositeet (Bende) – 3:43
3. Paha ihminen (Uomo Malvagio) – 3:28
4. Verta ja lihaa (Sangue e Carne) – 3:36
5. Pimeyden morsian (La Sposa dell'Oscurità) – 5:05
6. Seinä (Il Muro) – 4:03
7. Liitto (L'Alleanza) – 3:29
8. 4 Käskyä (I Quattro Comandamenti) – 4:21
9. Rautaketju (Catena di Ferro) – 3:38
10. Osasto-A (Reparto A) – 1:11
11. Kärsi (Soffri) – 3:32

Durata totale: 39:10